# Porcellio griseus
Porcellio griseus är en kräftdjursart som beskrevs av Brandt 1833. Porcellio griseus ingår i släktet Porcellio och familjen Porcellionidae. Inga underarter finns listade i Catalogue of Life.